# Will Poulter
William Jack Poulter (Hammersmith, 28 de gener de 1993) és un actor anglès. Va obtenir el reconeixement internacional pel paper d'Eustace Scrubb a la pel·lícula d'aventures fantàstiques The Chronicles of Narnia: The Voyage of the Dawn Treader (2010). Poulter també fou elogiat pel paper principal a la comèdia Som els Miller (2013), pel qual va guanyar el BAFTA Rising Star Award.
A més, Poulter ha protagonitzat la pel·lícula de ciència-ficció The Maze Runner (2014) i la seqüela Maze Runner: The Death Cure (2018), la pel·lícula èpica The Revenant (2015), el drama criminal Detroit (2017), la pel·lícula de ciència-ficció interactiva Black Mirror: Bandersnatch (2018) i el drama de terror Midsommar (2019).

## Filmografia

### Cinema
| Any  | Títol                                                    | Paper                         |
| ---- | -------------------------------------------------------- | ----------------------------- |
| 2007 | Son of Rambow                                            | Lee Carter                    |
| 2010 | The Chronicles of Narnia: The Voyage of the Dawn Treader | Eustace Scrubb                |
| 2012 | Wild Bill                                                | Dean                          |
| 2013 | Som els Miller                                           | Kenny Rossmore / Kenny Miller |
| 2014 | Plastic                                                  | Fordy                         |
| 2014 | The Maze Runner                                          | Gally                         |
| 2014 | A Plea For Grimsby                                       | Jone                          |
| 2014 | Glassland                                                | Shane                         |
| 2015 | The Revenant                                             | Jim Bridger                   |
| 2016 | Kids in Love                                             | Jack                          |
| 2017 | War Machine                                              | Sgt. Rick Ortega              |
| 2017 | Detroit                                                  | Philip Krauss                 |
| 2018 | Maze Runner: The Death Cure                              | Gally                         |
| 2018 | The Little Stranger                                      | Roderick "Roddy" Ayres        |
| 2019 | Bainne                                                   | Pagès irlandès                |
| 2019 | Midsommar                                                | Mark                          |
| 2020 | The Score                                                | Troy                          |

### Sèries
| Any       | Títol            | Paper                     | Notes                            |
| --------- | ---------------- | ------------------------- | -------------------------------- |
| 2007      | Comedy: Shuffle  | Find Your Folks Presenter | 2 episodis                       |
| 2008      | Comedy Lab       | Varis                     | Episodi: "Kids School of Comedy" |
| 2008      | Lead Balloon     | Sweet Throwing Boy        | Episodi: "Nuts"                  |
| 2009–2010 | School of Comedy | Varis                     | 8 episodis; també guionista      |
| 2010      | The Fades        | Mac                       | Episodi: "Pilot"                 |
| 2018      | Black Mirror     | Colin Ritman              | Episodi: "Bandersnatch"          |
| 2021      | Dopesick         | Billy                     |                                  |

### Videojocs
| Any  | Títol                                    | Paper  | Notes                     |
| ---- | ---------------------------------------- | ------ | ------------------------- |
| 2020 | The Dark Pictures Anthology: Little Hope | Andrew | Captura de veu i moviment |